# Hetaerina pilula
Hetaerina pilula är en trollsländeart som beskrevs av Philip Powell Calvert 1901. Hetaerina pilula ingår i släktet Hetaerina och familjen jungfrusländor. Inga underarter finns listade i Catalogue of Life.